# SN 1955N
SN 1955N – supernowa odkryta 22 marca 1955 roku w galaktyce A111118+2421. W momencie odkrycia miała maksymalną jasność 19,80m.